# Лондушка
Лондушка — река в России, протекает по Кологривскому району Костромской области. Правый приток реки Понга. В 800 метрах от устья принимает справа реку Ломенга.
Высота устья — 139 м над уровнем моря.

## География
Река Лондушка берёт начало в 8 км к северо-западу от населённого пункта Анюж. Течёт на север через елово-берёзовые леса. Лондушка сливается с рекой Сеха и образует реку Понга. Устье реки Лондушка находится в 73 км по правому берегу реки Понга. Длина реки составляет 26 км. Площадь водосборного бассейна — 206 км². Леса по берегам реки включены в состав заповедника Кологривский лес.

## Данные водного реестра
По данным государственного водного реестра России относится к Верхневолжскому бассейновому округу, водохозяйственный участок реки — Унжа от истока до устья, речной подбассейн реки — Бассейн притоков Волги ниже Рыбинского водохранилища до впадения Оки. Речной бассейн реки — (Верхняя) Волга до Куйбышевского водохранилища (без бассейна Оки).
Код объекта в государственном водном реестре — 08010300312110000015266.